# Groty Isturitz i Oxocelhaya

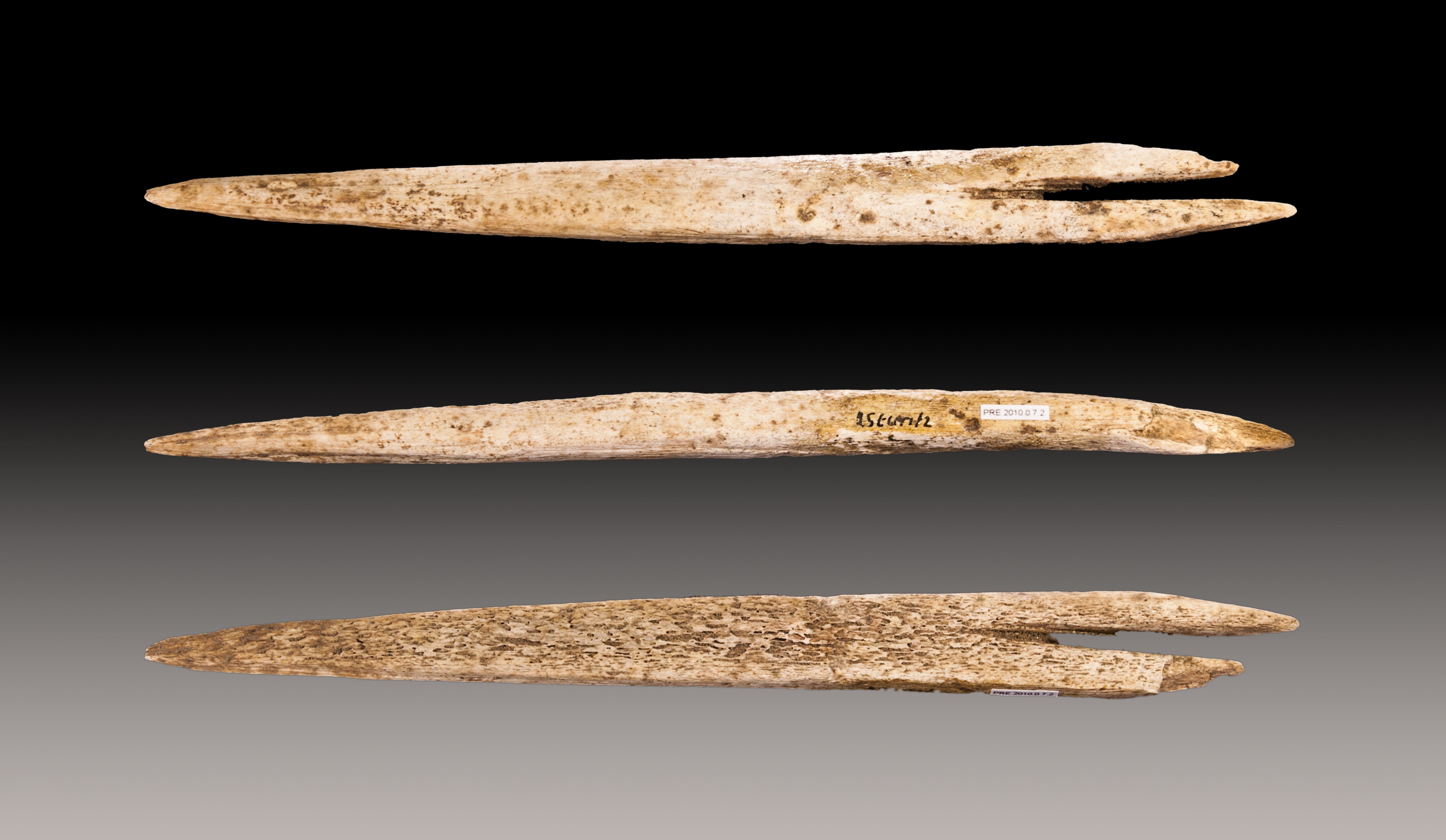
Kościane groty odkryte w jaskiniach

Groty Isturitz i Oxocelhaya – zespół jaskiń krasowych w południowej Francji, w departamencie Pireneje Atlantyckie, około 12 km na wschód od miasta Hasparren, jedno z najbardziej znanych miejsc odkrycia licznych artefaktów i dzieł sztuki z okresu paleolitu.
Groty zostały wypłukane przez wody potoku Arbéroue w wapiennych skałach wzgórza Gatzelu. Jest to układ trzech jaskiń: wyżej położonej Isturitz, 20 metrów poniżej jaskini Oxocelhaya i ostatniej, jaskini Erberua, w której wody potoku Arbéroue nadal płyną.
Jak pokazują badania, wnętrza wszystkich zajmowane były przez ludzi przez długi czas, od około 80 000 do 10 000 p.n.e.
W 1860 jaskinię Isturitz odwiedził Napoleon III z żoną, Eugenią de Montijo.
Około 1884 r., podczas eksploracji wnętrz pod kątem możliwości pozyskiwania zgromadzonego w nich guano nietoperzy jako nawozu, poszukiwacze natrafili na prehistoryczne artefakty z krzemienia i kości. Ich publiczna prezentacja 10 sierpnia 1895 r. zaintrygowała archeologa i badacza prehistorii Édouarda Piette.
Pozyskiwanie fosforanów z jaskini Isturitz przerwano na początku XX wieku.
Pierwsze prace wykopaliskowe miały miejsce w latach 1913-1920, prowadził je Emmanuel Passemard. Następne w latach 1928-1949 prowadziło małżeństwo badaczy, Suzanne-Raymonde i René de Saint-Périer. W 1929 roku Etchegaray penetrując odnogi jaskini Oxoselhaya natrafił na różne obiekty i szczątki ludzkie.
W 1953 r. groty Isturitz i Oxoselhaya zostały uznane za zabytek. Wykonany został łącznik pomiędzy nimi. Całe wzgórze, w którym się znajdują, za zabytek uznano w 1996 r.
Podczas eksploracji w latach 1955-1956 badacze José Miguel de Barandiarán Ayerbe, P. Bouchet i Georges Laplace odkryli wiele szczątków niedźwiedzi jaskiniowych. W trakcie dalszych badań, Barandiarán i Laplace po raz pierwszy natrafili na prace naścienne w jaskini Oxocelhaya. Obecnie, na cześć George Laplace'a, galeria łącząca dwie jaskinie nosi jego imię.
Trzecia z grot, Erberua, została odkryta 15 sierpnia 1973 r. przez dwóch badaczy, Jean-Daniela Larribau i C. Barroumèsa. Badając ją dwa lata później, jak i w 1982 r., Larribau odkrył obecne w niej przedstawienia prehistorycznych artystów, ryciny i malowidła. Obecnie galeria ta nosi jego imię.
W 2013 r. francuski archeolog dr Jean-Marc Petillon z Uniwersytetu w Tuluzie II dokonał zaskakującego odkrycia, identyfikując 60 kościanych grotów oszczepów z groty Isturitz, jako zrobione z kości wielorybów, a nie, jak dotąd sądzono, z kości lądowych ssaków zamieszkujących okoliczne tereny, mimo że groty są odległe od morza o ok. 30 km. Zagadką jest też w jaki sposób ostrza te dotarły w głąb lądu – czy mieszkańcy grot wyprawiali się po nie specjalnie, czy może docierały drogą wymiany między sąsiadującymi gromadami?